# Ягуар (спецподразделение МВД Украины)

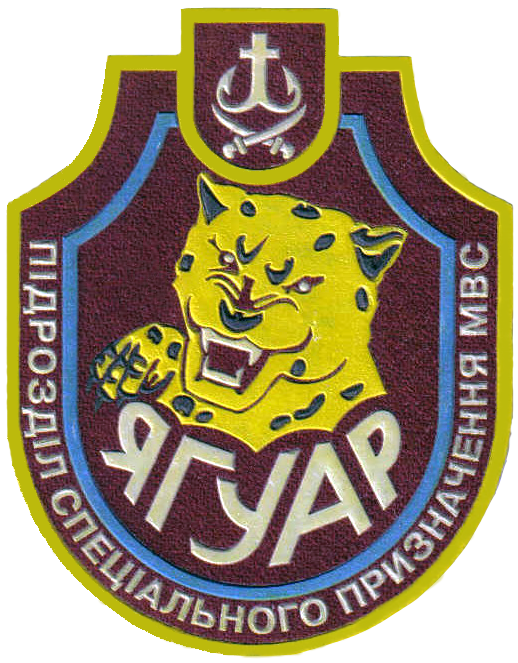
Шеврон спецподразделения МВД «Ягуар»

Полк специального назначения «Ягуар» ВВ МВД Украины — «Ягуар» — отдельный полк специального назначения Западного территориального командования внутренних войск МВД Украины, воинская часть 3028, которая дислоцируется в городе Калиновка Винницкой области. За основу геральдической символики и названия данного подразделения силовых структур взят хищник ягуар.
В 2015 году переформирован в 8-й полк оперативного назначения имени Ивана Богуна (укр. 8-й полк оперативного призначення імені Івана Богуна) Западного территориального командования Национальной гвардии Украины, который дислоцируется в городе Калиновка Винницкой области.

## История
Создан 1 июня 1994 года на базе учебного центра воинской части 3008 внутренних войск МВД Украины в селе Тютьки Винницкого района Винницкой области. С 14 октября 1995 года дислоцируется в городе Калиновка Винницкой области.
11 марта 2014 года было принято решение о воссоздании Национальной гвардии Украины на базе внутренних войск МВД Украины. Позже весной 2014 года «Ягуар» был передан в состав Национальной гвардии Украины.

## Функции
Применяется для установки правопорядка во время групповых хулиганских действий, пресечения массовых беспорядков, подавления бунтов в местах лишения свободы. В случае обострения ситуации на государственной границе может быть использован для согласованных действий с подразделениями Государственной пограничной службы Украины. В условиях военного конфликта действует как штурмовой отряд. Подразделение может осуществлять как оборонительные, так и наступательные операции. В обычной обстановке личный состав занимается служебной и боевой подготовкой, несёт патрульную службу по охране общественного порядка.

## Комплектование
Подразделение комплектуется по контракту.

## Деятельность
Только за шесть лет деятельности, с 2005 до начала 2011 года бойцы спецподразделения свыше 30 раз выезжали за пределы места постоянной дислокации, они участвовали в охране общественного порядка, за указанный период они задержали 400 подозреваемых в совершении преступлений и свыше 8700 граждан, совершивших административные правонарушения, изъяли свыше 40 единиц холодного и огнестрельного оружия и свыше восьми с половиной килограмм наркотических веществ. Летом 2010 года бойцы участвовали в охране общественного порядка в курортной зоне Одесской области, с их участием были раскрыты 50 преступлений и задержаны более 2000 правонарушителей, в результате 200 бойцов были награждены почётными грамотами ГУ МВД Одесской области.
В январе 2014 года, во время событий Евромайдана, сотрудники спецподразделения участвовали в обеспечении общественного порядка в Киеве, за время столкновений с активистами Евромайдана ранения и травмы получили десять бойцов подразделения «Ягуар».
10 февраля 2014 года сторонники Евромайдана устроили пикет у базы «Ягуара» в Калиновке.
8 апреля 2014 года «Ягуар» осуществил штурм здания Харьковской областной государственной администрации, которое заняли антимайдановцы. В результате 70 протестующих были арестованы и отправлены в следственные изоляторы Киевской и Полтавской области. В ходе операции бойцы «Ягуара» имели боевое оружие и разрешение на его применение, однако оружие применять не стали. После завершения операции начальник отдела воспитательной работы полка Сергей Крыжановский сообщил журналистам, что сотрудники «Ягуара» «воспрянули духом. Поверили, что нужны, востребованы, что им доверяют».
Личный состав подразделения участвовал в войне на востоке Украины.
- так, 13 мая 2014 года на пресс-конференции в Киеве боец 1-го батальона Национальной гвардии Украины Андрей Антонищак заявил, что в районе Славянска бойцы спецподразделения «Ягуар» уничтожили 54 боевика, потеряв в этом бою 5 человек убитыми и 14 ранеными[13]
- 29 мая 2014 в районе Славянска огнём с земли был сбит вертолёт Ми-8МТ Национальной гвардии Украины, погибли все 12 человек, находившиеся на борту[14] (в том числе не менее трёх военнослужащих полка "Ягуар")[15]
- 17 августа 2014 в бою за районный центр Ясиноватая был подбит бронетранспортёр Национальной гвардии, погиб военнослужащий полка "Ягуар", пулемётчик М. Мушта[16]
- в ночь на 18 февраля 2015 в боях под Дебальцево погиб ещё один военнослужащий батальона[1]